# Mehrkampfabzeichen
Das Mehrkampfabzeichen ist eine Auszeichnung des Deutschen Leichtathletik-Verbandes, das für die Gesamtheit der erbrachten Leistungen in unterschiedlichen Leichtathletikdisziplinen verliehen wird.
Der Mehrkampf setzt sich aus einer oder mehreren Disziplinen aus den Bereichen Laufen, Springen und Werfen zusammen. Das Abzeichen kann von männlichen Teilnehmern wahlweise im Drei-, Fünf- oder Zehnkampf abgelegt werden. An Stelle des Zehn- bzw. Neunkampfs steht weiblichen Teilnehmern der Siebenkampf zur Wahl. Jugendlichen und Kindern werden je nach Altersgruppe unterschiedliche Varianten angeboten, meist ist dabei auch der Vierkampf enthalten und in der männlichen Jugend der Neunkampf.
Die erbrachten Leistungen über alle Disziplinen werden über Punktetabellen umgerechnet und addiert. Je nach Höhe des resultierendem Ergebnis wird das Mehrkampfabzeichen in Bronze, Silber oder Gold verliehen.

## Abnahmeberechtigung
Abnahmeberechtigt sind:
- DLV-Kampfrichter
- Sportabzeichenprüfer
- Lehrer aller Schularten, die Sportunterricht erteilen

## Anerkennung für das Deutsche Sportabzeichen (DSA)
Durch Vorlage des Mehrkampfabzeichens in Bronze, Silber oder Gold, gilt im Jahr der Ausstellung die Prüfung in der Disziplingruppe Koordination des DSA auf der Leistungsstufe Gold als erfüllt.

## Abbildungen

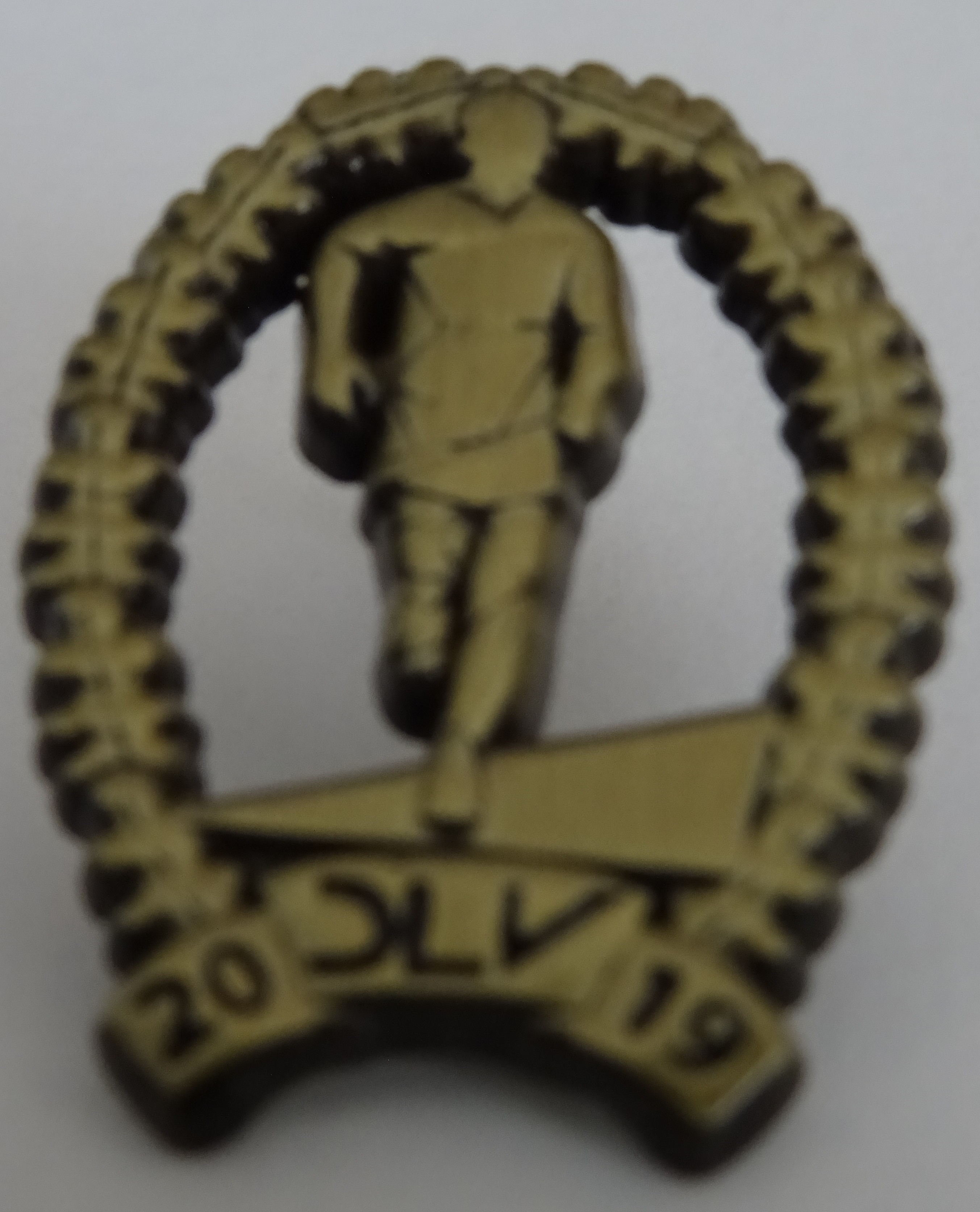
Mehrkampfabzeichen 2019 (Bronze)